# Turn on, tune in, drop out
"Turn on, tune in, drop out" (em tradução literal, Ligue, sintonize, desligue) é uma frase da era da contracultura popularizada por Timothy Leary em 1966. Em 1967, Leary discursou no Human Be-In, um encontro de 30.000 hippies no Golden Gate Park, em São Francisco, e proferiu as famosas palavras "Turn on, tune in, drop out". Foi também o título de seu álbum de spoken word gravado em 1966. Neste longo álbum, Leary pode ser ouvido falando em voz baixa e monótona sobre suas visões sobre o mundo e a humanidade, descrevendo a natureza, os símbolos indígenas, "o significado da vida interior", a experiência com LSD, a paz e muitas outras questões.

## História
Em uma entrevista de 1988 com Neil Strauss, Leary disse que o slogan foi "dado a ele" por Marshall McLuhan durante um almoço na cidade de Nova York. Leary acrescentou que McLuhan "estava muito interessado em ideias e marketing, e ele começou a cantar algo como 'Psicodélicos acertam em cheio / Quinhentos microgramas, isso é muito', ao som de um comercial da Pepsi da época. Então ele começou a dizer, 'Sintonize, ligue e desista.'" A frase foi usada por Leary em um discurso que ele fez na abertura de uma coletiva de imprensa na cidade de Nova York em 19 de setembro de 1966. Ela instava as pessoas a abraçarem as mudanças culturais por meio do uso de psicodélicos, desapegando-se das convenções e hierarquias existentes na sociedade. Foi também o lema de sua Liga para a Descoberta Espiritual.
Em seu discurso, Leary disse:
Como toda grande religião, buscamos encontrar a divindade interior e expressar essa revelação em uma vida de glorificação e adoração a Deus. Definimos esses objetivos ancestrais na metáfora do presente: ligar, sintonizar, desligar.
Leary explica em sua autobiografia de 1983, Flashbacks:
Ligar-se (turn on) significa ir para dentro e ativar seu equipamento neural e genético. Tornar-se sensível aos múltiplos e variados níveis de consciência e aos gatilhos específicos que os acionavam. As drogas eram uma maneira de atingir esse objetivo.
Sintonizar (tune in) significa interagir harmoniosamente com o mundo ao seu redor: externalizar, materializar, expressar suas novas perspectivas internas.
Desligar (drop out) sugere um processo ativo, seletivo e gracioso de desapego de compromissos involuntários ou inconscientes. Significa autoconfiança, uma descoberta da própria singularidade, um compromisso com a mobilidade, a escolha e a mudança.
Em declarações públicas, enfatizei que o processo Ligar-Sintonizar-Desligar deve ser repetido continuamente se alguém deseja viver uma vida de crescimento.
Infelizmente, as minhas explicações sobre esta sequência de desenvolvimento pessoal são muitas vezes mal interpretadas como significando "ficar chapado e abandonar toda a atividade produtiva".
Turn on, Tune in, Drop out também é o título de um livro de ensaios de Timothy Leary, cobrindo tópicos que vão desde religião, educação e política até Aldous Huxley, neurologia e drogas psicodélicas.
Em 1967, Leary, durante o salão conhecido como Houseboat Summit, anunciou sua concordância com uma nova ordenação da frase, dizendo: "Eu concordaria em mudar o slogan para 'Abandone. Ligue. Entre.' ('Drop out. Turn on. Drop in.')". No início da década de 1980, durante uma turnê de palestras com G. Gordon Liddy, a frase foi transformada em "ligar, sintonizar, assumir o controle" ("turn on, tune in, take over"). Durante a sua última década, Leary proclamou que “o PC é o LSD dos anos 90” e reformulou a frase para "ligar, inicializar, conectar" ("turn on, boot up, jack in") para sugerir a adesão à contracultura cibernética.